# Bamberška državna knjižnica
Bamberška državna knjižnica (njemački: Staatsbibliothek Bamberg) je znanstvena, regionalna i univerzalna knjižnica. Knjižnicu održava Slobodna Država Bavarska (njemački: Freistaat Bayern) i tako su sve knjige na raspolaganju javnosti.

## O knjižnici
Knjižnica se danas nalazi na katedralnom trgu u Novom naselju, gde su ranije stanovali biskupi koji su ujedno bili kneževi Svetog Rimskog Carstva.
Jezgra povijesnih zbirka knjižnice temelji se na poklonima Henrika II. Svetog, koji je osnovao biskupiju 1007. godine. Od vremena sekularizacije, kada su zatvorili i sve samostane u Bambergu, rukopisi se nalaze u knjižnici. 
Bamberška državna knjižnica je svjetski poznata po srednjovjekovnim rukopisima. Tri povijesna rukopisa su upisana na listu UNESCO-ove Svjetske baštine:
- Bamberška otkrivenje (njemački: Bamberger Apokalypse; Msc.Bibl.140)
- Egzegetski komentari Pjesme nad pjesmama, Mudre izreke i Knjige o Danijelu (njemački: Kommentar zum Hohen Lied, zu den Sprüchen Salomos und zum Buch Daniel; Msc.Bibl.22)
- Farmakopeja iz Lorša (njemački: Lorscher Arzneibuch; Msc.Med.1)

## Knjižnični fond
- sveukupno više od 566 000 jedinica
- oko 80 000 grafika i fotografija
- oko 3600 inkunabula (najstarije tiskane knjige, nastale prije 1500. godine)
- oko 6400 rukopisa i autograma sveukupno (oko 1000 srednjovjekovnih rukopisa )
- oko 1650 časopisa[1]

## Vanjske poveznice
- Službena stranica (engl.)
- Elektronski katalog (engl.)
- Knjižnica Car Henrik II, digitalna knjižnica najstarijih rukopisa (engl.)
- Bamberška blaga, digitalna knjižnica povijesnih rukopisa i grafika (njem.)